# 呉俊碩
呉 俊碩（オ・ジュンソク、朝鮮語: 오준석/吳俊碩、1927年4月9日 - 2006年3月25日）は、大韓民国の公務員、政治家。第7・8・9・10代韓国国会議員。
本貫は海州呉氏。元国会議員の金光俊と金命潤は妻の兄。

## 経歴
日本統治時代の江原道（現・慶尚北道）蔚珍郡出身。蔚珍国民学校（現・蔚珍初等学校）、慶南中学校、慶南公立高等学校を経て、1953年釜山大学校法科大学卒。空軍法務将校を経て、5・16軍事クーデター以後は大韓民国中央情報部釜山・馬山・大邱・大田などの支部の地域捜査課長を務めた。民主共和党慶北第15地区党委員長を経て、1967年の第7代総選挙に同党の公認で立候補して初当選し、国会議員となった。その他は第8代国会保健社会委員会委員長、国会運営委員長代理、民主共和党院内首席副総務・中央常任委員・党紀委員、アジア国会議員連合理事、海外犠牲同胞慰霊事業会会長、大韓民国憲政会理事、韓・ザイール議員親善協会会長、維新政友会運営委員、ハンナラ党国策諮問委員、韓国人口政策研究所顧問、韓日民間外交協会顧問を務めた。
2006年3月25日、持病により死去した。享年80。